# Бурбријак
Бурбријак (фр. Bourbriac) је насељено место у Француској у региону Бретања, у департману Приморје.
По подацима из 2011. године у општини је живело 2370 становника, а густина насељености је износила 32,98 становника/km².

## Демографија
| 1962. | 1968. | 1975. | 1982. | 1990. | 2011. |
| ----- | ----- | ----- | ----- | ----- | ----- |
| 2.837 | 2.663 | 2.458 | 2.294 | 2.293 | 2.370 |